# 普拉達

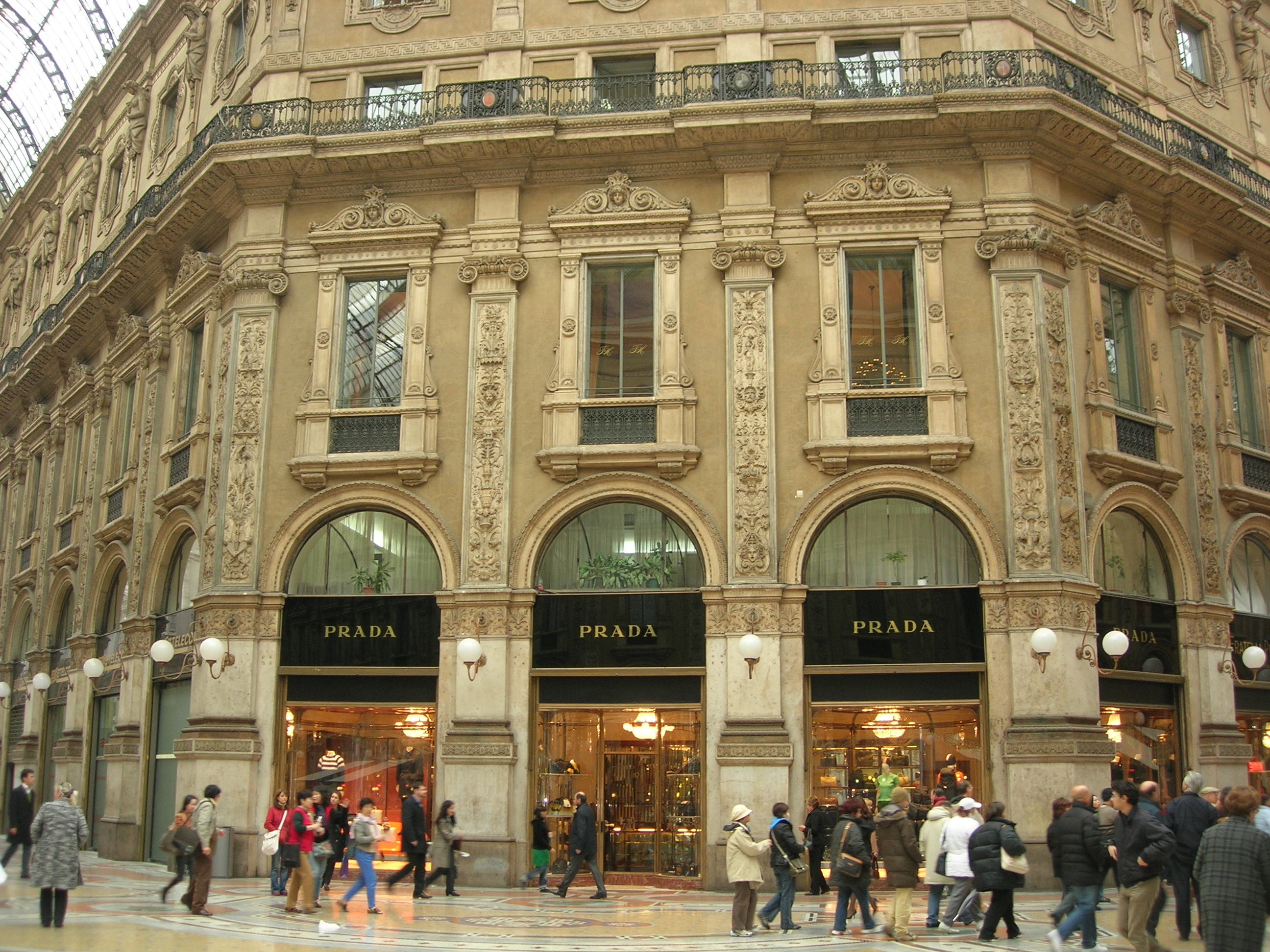
普拉达首家門店位于米蘭Galleria Vittorio Emanuele II

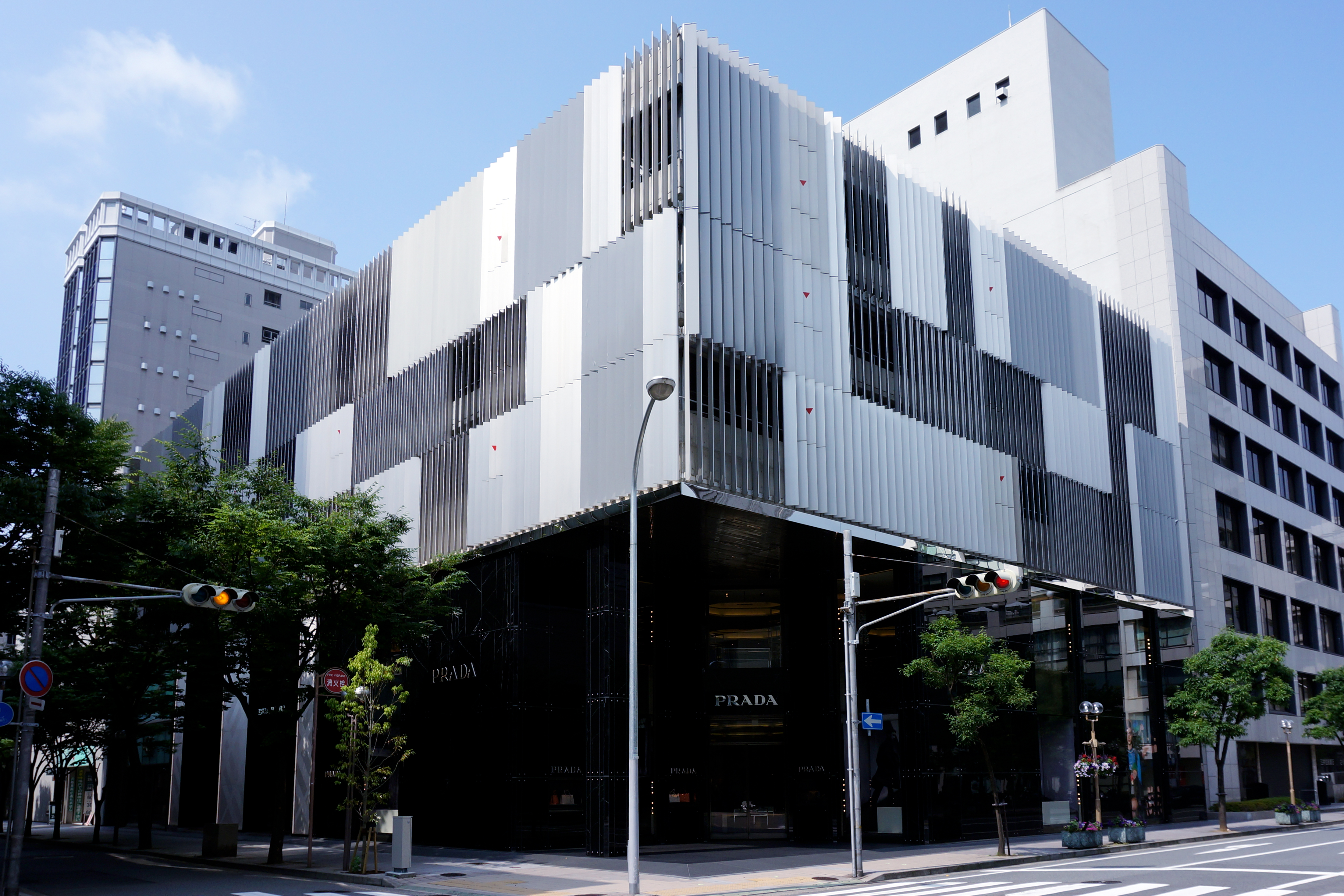
位于神戶的门店

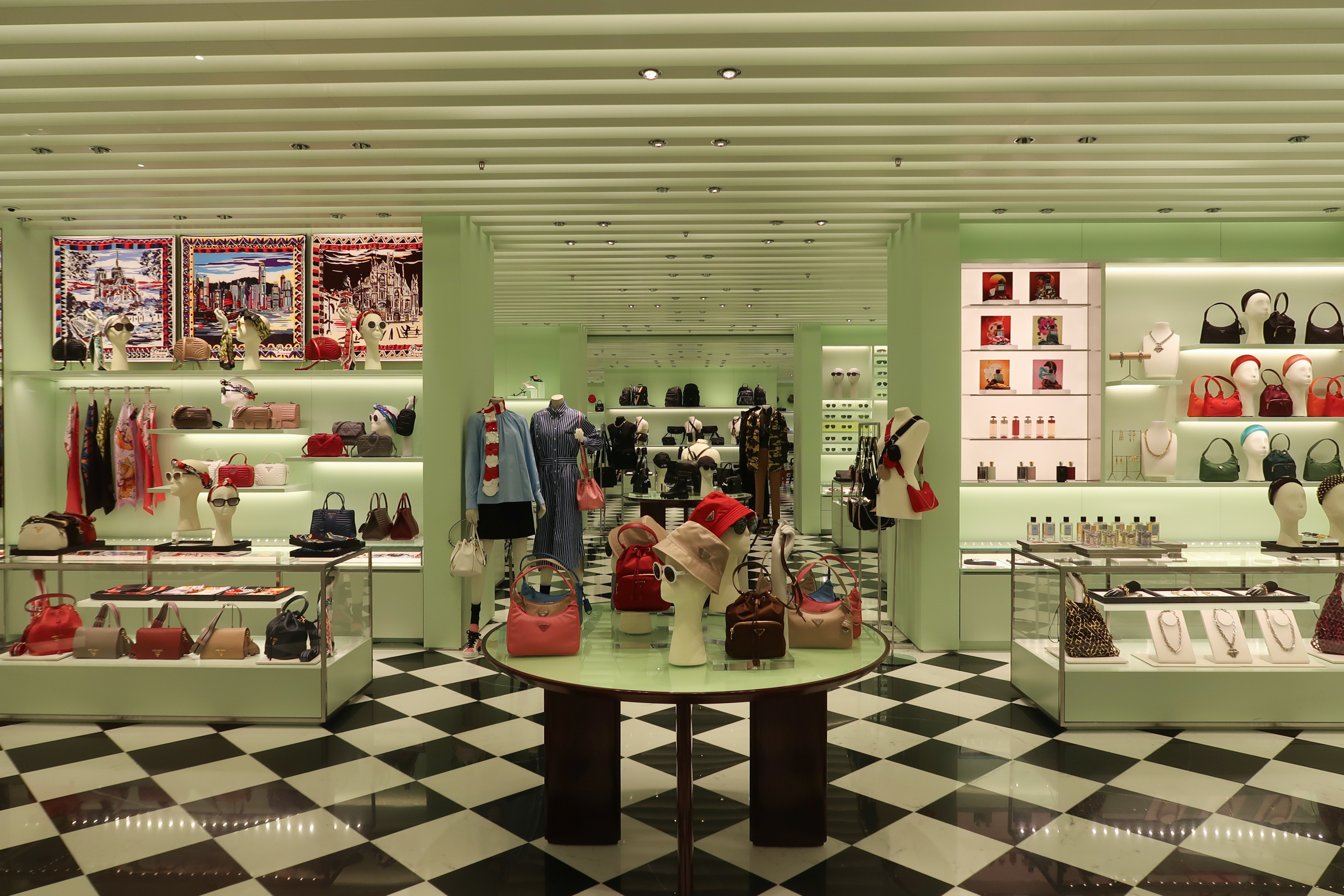
位于香港太古廣場门店內貌

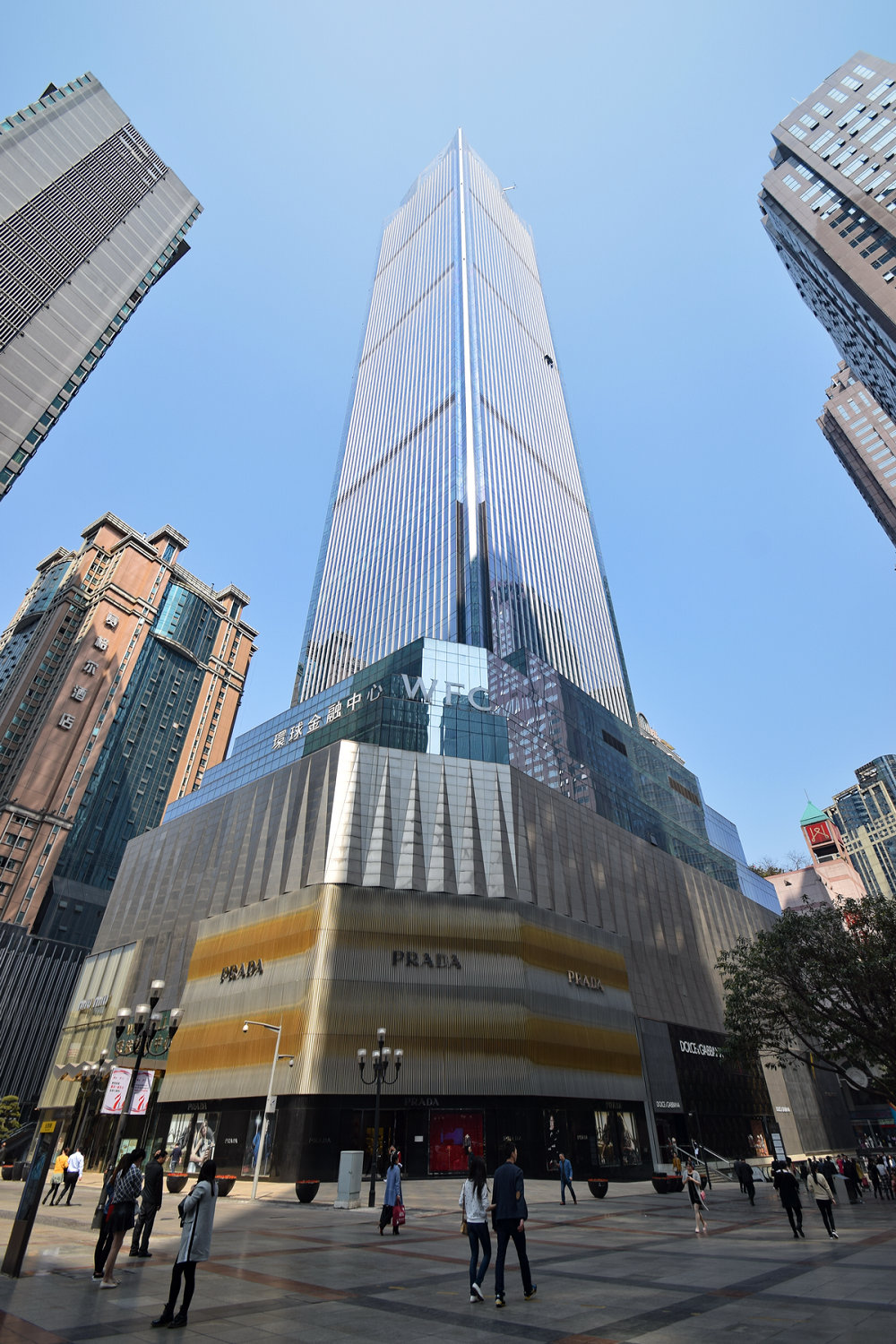
位于重慶重庆环球金融中心的门店

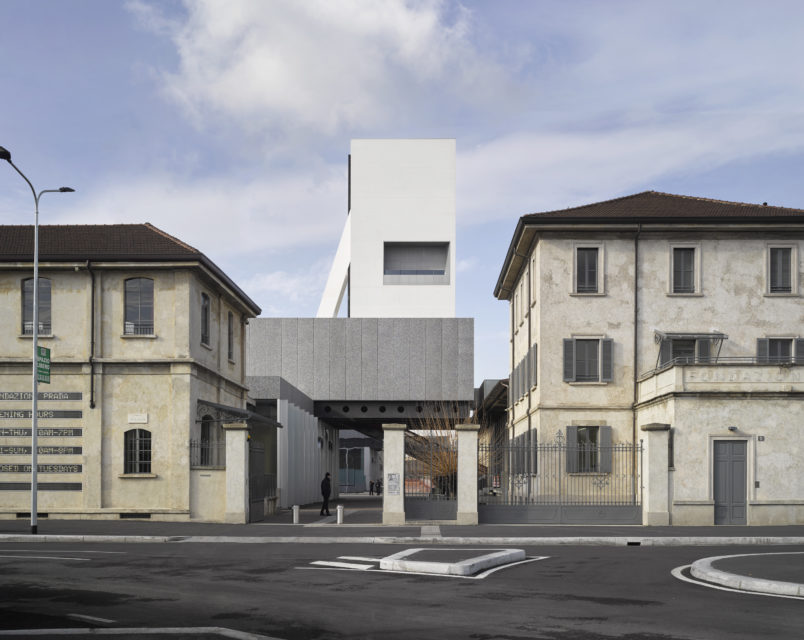
位于米蘭的普拉達基金會總部

普拉達（義大利語：Prada，港交所：1913），意大利时尚奢侈品牌之一。其专卖店遍及全球，设计师为Miuccia Prada。

## 歷史沿革

### 草創
- 1913年，创始人马里奥·普拉达（Mario Prada） 在意大利米兰的市中心创办了第一家精品店 Fratelli Prada（意大利语的“普拉达兄弟”之意），售有手袋、旅行箱、皮质配件及化妆箱等系列产品。

### 茁壯
- 历经二十多年的努力，Prada建立了全世界范围的产品分销渠道以及批量生产系统，使得Prada在全球得到了极大的推广，Prada已经从一个小型的家族事业发展成为世界顶级的奢华品牌。Prada是世界公认的顶级皮鞋生产商，是一些社会名流的首选。

### 現況
目前，PRADA集团已经拥有PRADA、Jil Sander、Church's、Helmut Lang、Genny和Car Shoe等国际品牌，同时它还拥有Miu Miu品牌独家许可权。所有PRADA集团麾下的产品的加工生产都是由意大利Tuscany地区的Prada Spa管辖。2018年，傳出Miuccia Prada的大兒子 Lorenzo Bertelli準備接班，接管Prada集團。而Lorenzo Bertelli亦因此而放棄自身的賽車手事業。
2018年推出bowling shirt，把FW96、SS96以及SS12的特色圖案集於一身。
法巴銀行奢侈品部門主管Luca Solca認為Prada早年將自己定位到市場中的高端品牌是錯誤，加上停止了化妝護膚品、甚至經典黑尼龍款式供應，令產品種類減少，結果只顯得標價過高，而Prada在數碼化方面亦曾經十分抗拒，因此導致數年來的經濟停滯不前。
2018米蘭秋冬時裝週中，於新成立的品牌博物館中舉行時裝展。
2020年，Miuccia Prada宣布将与Raf Simons共同担当品牌设计师。

## 合作、活動
2018年，Prada實行了一系列與藝術有關的合作及行動。先於時裝展把女超人漫畫溶入時裝系列；同年3月23日，把原本印在服裝上的漫畫作品放到專門店，美觀之餘亦非常引人注目。
2018年5月，Prada拍攝了一系列以深入民心的黑尼龍布料為主題的廣告影片，主要講述一個虛構的科技世界中，人們從農場養的這些機械羊中提取牠們身上的尼龍羊毛。廣告於網上推出後一致好評。
2018年，Prada所推出的最新cyberpunk風格短片系列，令網民大為關注。及後被翻查出是出自英國DJA創意設計團隊的作品，而DJA的客戶亦有Chloé、Dior及Dunhill等。
2018年，在2019春夏時裝展中邀請到設計名師及建築界名師跨刀創作袋或衣服，包括Cini Boeri、Elizabeth Diller 與 Kazuyo Sejima 三位女建築師。
2023年5月，Prada宣布杨舒予为其品牌大使。7月又与中国女足合作，成为官方合作伙伴，为中国女足国家队提供正装支持。此前Prada先后与柯震东、吴亦凡、李易峰、郑爽、蔡徐坤等签约成为代言人，但上述代言人因卷入负面事件而终止合约。

## 主要股權持有人
- Prada Holding B.V. (80.0%)
- Oppenheimer Funds（英语：Oppenheimer Funds）, Inc. (6.01%)
- Harris Associates L.P. (5.04%)

## 爭議
2010年4月21日，美國在線 每日財經 其中的一篇文章題為 Prada外觀附帶歧視，報導了 Rina Bovrisse的官司，起因是她為Prada 在日本、關島和塞班島40家分店的500名員工，公開批評Prada的性別歧視和性騷擾，因而與Prada對薄公堂
每日財經發佈Prada行政總裁關於Prada品牌價值的證詞：「身材問題並非是我想談的，但對Prada的客戶、Prada的品牌形象、顧客對公司的價值觀和夢想的認知而言，這是我們能說服客戶購買我們的產品的原因…而她有一頭令人不安的天然黑頭髮…很噁心。」

2010年7月，Prada集團的副主席Carlo Mazzi反訴Rina Bovrisse，聲稱她的性騷擾索償官司損害Prada的形象。

2010年8月，聯合國的消除對婦女歧視委員會就Prada個案會見Rina Bovrisse。

2013年4月30日，在日內瓦記者會作在世界時尚史上的第一案的網上直播，詳細介紹本案情況。

2013年5月28，Prada與聯合國是時尚雜誌最多閱讀人次的新聞項目。

### 日本
Rina Bovrisse在2013年時指出，雖然日本作為世界第三大經濟體，當地四成二的在職人口是女性，但在 2013年全球性別差距報告中，日本在136個國家中的性別平等排名位列第105。

在2012年10月，東京地方法院法官盛岡玲子駁回Prada的歧視案件。

2013年4－8月期間，美國認證的網站Change.org，通過五種語言向世界各地共收集超過222,000個簽名。

在第五十屆經濟、社會和文化權利委員會會議（2013年4月29日－5月17日）前夕，聯合國人權事務高級專員辦事處接納了一份向該委員會提交的一份報告，內容詳細說明Rina的個案。

經濟、社會和文化權利委員會在2013年5月17日發表報告，呼籲日本立法禁止在工作場所的性騷擾。

2013年9月，日本首相安倍晋三在紐約出席聯合國大會，發言時回應包含Prada案在內的聯合國的聲明，並承諾支持推動婦女的社會地位和保障他們的權利。據報導，他在美國期間會與女性的商界領袖會晤。

### 土耳其
Prada是土耳其的DESA皮具廠的主要買家，該廠家曾非法解僱加入工會的工人而被土耳其的最高法院裁定有罪。總部設在歐洲的勞工權利組織「清潔成衣運動」（Clean Clothes Campaign），呼籲Prada向該廠家施壓，確保結社自由受到尊重。 2013年1月30日，「清潔成衣運動」報告『Prada的供應商仍舊繼續騷擾工會』。

### 在香港的抗爭行動
2011年5月6日，香港交易所批准Prada的首次公開招股。但由於Prada的性別歧視爭議，此舉引發婦女團體和香港立法會議員李卓人在香港交易所前抗議。

該品牌從香港交易所上市中籌集得2.14億元，但據美聯社和彭博在2011年6月17日的報導，未能達到預期的集資目標。

2013年6月7日，10家香港民間團體共同簽署聲明，支持Bovrisse對抗Prada集團，並促請香港交易所、日本政府和香港社會各界採取行動。

美國哥倫比亞廣播公司洛杉磯分社在2013年8月6日晚上直播該台的全國新聞聯播，報導提及香港婦女團體的行動有助促進全球性別平等。

## 外部連結
- PRADA官方網頁 （页面存档备份，存于）
- PRADA的X（前Twitter）
- PRADA的Instagram帳戶 （页面存档备份，存于）
- PRADA的Facebook專頁 （页面存档备份，存于）
- PRADA的YouTube頻道 （页面存档备份，存于）